# دختر هلندی
دختر هلندی (آلمانی: Hollandmädel) یک فیلم در ژانر کمدی است که در سال ۱۹۵۳ منتشر شد.